# Euphorbia bungei
Euphorbia bungei es una especie fanerógama perteneciente a la familia de las euforbiáceas. Es endémica del Caucaso, Asia Central, Irán, Afganistán.

## Taxonomía
Euphorbia monteiri fue descrita por Pierre Edmond Boissier y publicado en Prodromus Systematis Naturalis Regni Vegetabilis 15(2): 115. 1862.
Etimología
Euphorbia: nombre genérico que deriva del médico griego del rey Juba II de Mauritania (52 a 50 a. C. - 23), Euphorbus, en su honor – o en alusión a su gran vientre –  ya que usaba médicamente Euphorbia resinifera. En 1753 Carlos Linneo asignó el nombre a todo el género.
bungei: epíteto otorgado en honor del zoólogo y botánico germano-báltico Alexander Georg von Bunge (1803-1890], quien realizó numerosas expediciones a China, Irán, Mongolia, Rusia, etc.
Sinonimia
- Tithymalus bungei (Boiss.) Prokh.	[5]